# Festbettreaktor

Festbettreaktor

Verfahrenstechnisches Symbol eines allgemeinen Festbettreaktors in einem R&I-Fließschema

Unter einem Festbettreaktor versteht man eine besondere Form eines Reaktors, bei dem ein oder mehrere Fluide durch eine feste Schüttung oder Packung strömen. Das Festbett dient dabei oft der Fixierung heterogener Katalysatoren oder – bei Bioreaktoren – der Mikroorganismen. Der chemische oder biologische Katalysator kann dabei in Form von oberflächlich beschichteten aber festen Körpern (Kugeln, Hohlzylinder und komplexere Geometrien) oder ebensolcher poröser Medien vorliegen.

## Betriebsweise
Festbettreaktoren können von den Fluiden sowohl von oben als auch von unten sowie in gegensätzlicher Richtung durchströmt werden. Speziell im Fall einer flüssigen und einer gasförmigen Phase wird von Rieselbetten oder Rieselbettreaktoren gesprochen. Hier durchströmt die flüssige Phase den Reaktor von oben nach unten und die gasförmige ist die kontinuierliche Phase. Im Gegensatz hierzu wird von gepackten Blasensäulen gesprochen, wenn das Gas die Packung von unten nach oben durchströmt und die flüssige Phase die kontinuierliche ist. Andere Stoffstromkombinationen bilden in der Industrie die Ausnahmen.
Wenn die Biokatalysatoren durch Bindung an partikuläre Trägermaterialien immobilisiert sind, handelt es sich um einen Fließbettreaktor. Da hier ein Fluid-Feststoff-Gemisch vorliegt, handelt es sich um ein Wirbelschichtverfahren.

## Vor- und Nachteile
Der Hauptvorteil des Festbettreaktors gegenüber Reaktoren mit gelöstem Katalysator ist, dass der Katalysator nicht vom Produkt abgetrennt werden muss und somit ein Filtrationsschritt entfällt. Bei Bioreaktoren, beispielsweise in der Abwasserreinigung, werden jedoch überschüssige und abgestorbene Mikroorganismen ausgetragen und müssen in einer weiteren Stufe zurückgehalten werden. 
Der Hauptnachteil gegenüber Reaktoren mit gelöstem Katalysator ist, dass zusätzliche Widerstände insbesondere im Stofftransport und im Wärmetransport auftreten. 